# 伍爾弗漢普頓站
伍爾弗漢普頓站（英語：Wolverhampton railway station）是英國英格蘭西米德蘭城市伍爾弗漢普頓的一座火車站。車站啟用於1852年，當時名為伍爾弗漢普頓皇后街站。目前使用的新站房於2021年6月啟用。